# Canalifera
Canalifera es un género de foraminífero bentónico considerado un sinónimo posterior de Elphidium de la subfamilia Elphidiinae, de la familia Elphidiidae, de la superfamilia Rotalioidea, del suborden Rotaliina y del orden Rotaliida. Su especie tipo era Elphidium eichwaldi. Su rango cronoestratigráfico abarcaba el Mioceno.

## Clasificación
Canalifera incluía a la siguiente especie:
- Canalifera eichwaldi †

En Canalifera se ha considerado el siguiente subgénero:
- Canalifera (Criptocanalifera), también considerado como género Criptocanalifera y aceptado como Cribrononion